# SkyCat
SkyCat (akronim iz "Sky Catamaran" - zračni katamaran) je koncept težkih tovornih hibridnih plovil. Vzgon zagotavlja vzgonski plin in aerodinamična oblika trupa. SkyCat plovila lahko vzletijo in pristanejo kjerkoli, ne potrebujejo letališč oziroma druge opreme.
Zgradili so SkyKitten,  1/6 model in ga testirali v podjetju ATG v Veliki Britaniji.
"SkyFreighter" je trgovsko ime Hybrid Aircraft Corporation. Tovoril naj bi tovore od 50 do celo 1000 ton in tovore velikih dimenzij, ki jih drugače ne bi bilo mogoče transporirati. Skycat naj bi bil varen pred kroglami iz pušk, luknje bi predrle trup brez izgube helija.